# Zak Whitbread
Zak Benjamin Whitbread (Houston, Texas, Estados Unidos, 4 de marzo de 1984) es un futbolista estadounidense que juega como defensa central para el Derby County Football Club del Football League Championship de Inglaterra. A nivel internacional ha representado a los Estados Unidos en niveles juveniles, más notablemente ayudando a su selección a alcanzar los cuartos de final de la Copa Mundial de Fútbol Juvenil de 2003.

## Vida personal
Pese a haber nacido en Houston, Texas, Whitbread pasó gran parte de su vida en Singapur e Inglaterra. En Inglaterra, Whitbread vivió en Rucorn, una ciudad cercana a Liverpool.

## Trayectoria

### Liverpool
Whitbread se unió al equipo juvenil del Liverpool a temprana edad y en gran parte gracias a los deseos de su padre. Finalmente llegó a integrarse al primer equipo para la temporada 2004-05, pero solamente llegó a jugar partidos amistosos y un par de encuentros por la fase clasificatoria de la Liga de Campeones de ese año. Gran parte del resto de esa campaña la pasó en calidad de préstamo en el Millwall.

### Millwall
Luego de su periodo de préstamo con el Millwall, Whitbread firmó un contrato con el club por tres años en junio de 2006. Fue titular en forma frecuente durante la primera parte de la temporada, llegando a ser titular en 18 ocasiones hasta que se lesionó en septiembre de 2006, lo cual lo dejó fuera de competición por el resto de la temporada.
En la temporada 2008-09, Whitbread volvió a estar saludable y jugó 44 partidos para el Millwall, incluyendo la final de los play-offs de la Football League One contra el Scunthorpe United en Wembley, la cual perderían por 3-2.

### Norwich City
Whitbread se unió al Norwich City el 8 de enero de 2010, firmando un contrato por dos años y medio. Debutó el 16 de enero en la victoria 5-0 sobre Colchester United entrando como sustituto en lugar de Christ Martin, pero jugó muy poco después de ese partido debido a una lesión. Jugó 3 partidos en la pretemporada 2010-2011 antes de volver a lesionarse. Esta lesión lo dejó fuera de los primeros partidos de la temporada. Se esperaba que Whitbread volviera a entrenar aproximadamente para la fecha FIFA de septiembre, sin embargo una complicación en su lesión lo dejó fuera de la cancha hasta año nuevo. Whitbread retornó al entrenamiento justo antes de Navidad en el 2010, junto con Adam Drury que también se encontraba lesionado.
Retornó a las canchas en el victoria 4-2 sobre el Sheffield United el 28 de diciembre de 2010, entrando en el minuto 85 por Anthony McNamee. Inició su primer partido como titular de la temporada en la victoria 1-0 contra los líderes de la liga, Queens Park Rangers, ayudando a Norwich a conseguir su primer valla imbatida en 10 partidos. Debido a la lesión de Leon Barnett, Whitbread desarrolló una buena química en el centro de la defensa con Elliott Ward. Anotó su primer gol para Norwich en el empate 1-1 contra Hull City en KC Stadium el 19 de marzo de 2011.
Whitbread fue titular para los Canarios en su primer partido de regreso a la Premier League, haciendo pareja con Ritchie De Laet en el fondo en el empate 1-1 contra Wigan Athletic. No obstante, sufrió una lesión de rodilla en ese partido, lo cual lo dejó afuera para el siguiente partido contra Stoke City. Whitbread retornó para el partido de la Copa de la Liga contra MK Dons, y fue titular contra Chelsea, pero fue reemplazado luego de 30 minutos debido a lo que se sospechaba era una lesión del tendón de la corva. Whitbread volvió a entrenar con el equipo en noviembre. El y Daniel Ayala pasaron un partido de práctica, mejorando su estado físico.
Whitbread volvió con el equipo el 3 de diciembre contra Manchester City, llegando a estar entre los 18 jugadores de la nómina, pero no vio acción. En el siguiente partido contra Newcastle United, Whitbread comenzó el partido como titular. Whitbread jugó un buen partido y Norwich terminó ganando 4-2, pese a que entregó un balón que resultó en un gol de Demba Ba. Whitbread mantuvo su posición como titular en los próximos partidos, exhibiendo un muy buen rendimiento junto con Russel Martin en la defensa. A partir del partido de la víspera de año nuevo del 2011, Whitbread ha hecho pareja en la defensa central con Daniel Ayala muy buenos resultados para el equipo. Volvió a lesionarse en la victoria 2-0 sobre Bolton el 4 de febrero de 2012.
Tras concluir la temporada 2011-12, el Norwich City anunció que dejaría libre a Whitbread el 17 de mayo de 2012.

### Leicester City
El 24 de julio de 2012 se anunció que Whitbread se uniría al Leicester City con un contrato por dos años. Whitbread hizo su debut en competiciones oficiales con el Leicester el 28 de agosto de 2012 en el partido por la Football League Cup ante el Burton FC.

#### Derby County
El 29 de septiembre de 2013, Derby County anunció que Whitbread se había unido al club en calidad de préstamo por tres meses. Anotó en su debut en el empate 4–4 como locales ante el Ipswich Town. Whitbread fue cedido nuevamente en enero de 2014 por el resto de la temporada, jugando solo un partido en la última fecha del Championship.
El 27 de junio de 2014 Whitbread dejó el Leicester en forma definitiva y firmó un contrato por un año con el Derby County. Jugó su primer partido de la campaña 2014-15 como jugador del Derby en la victoria 1-0 sobre el Charlton Athletic por la Capital One Cup.

## Clubes
| Club                      | País       | Año               |
| ------------------------- | ---------- | ----------------- |
| Liverpool                 | Inglaterra | 2003-2006         |
| Millwall FC (a préstamo)  | Inglaterra | 2005 - 2006       |
| Millwall FC               | Inglaterra | 2006 - 2010       |
| Norwich City              | Inglaterra | 2010 - 2012       |
| Leicester City            | Inglaterra | 2012 - 2014       |
| Derby County (a préstamo) | Inglaterra | 2013 - 2014       |
| Derby County              | Inglaterra | 2014 - actualidad |

## Selección nacional
Whitbread debutó con la selección sub-20 de los Estados Unidos en el Torneo Internacional  L'Alcudia en España en agosto de 2003, donde fue titular los 5 partidos que jugó su selección. Su participación impresionó al técnico Thomas Rongen, quién lo incluyó en el equipo final que viajó a los Emiratos Árabes Unidos para jugar la Copa Mundial de Fútbol Juvenil de 2003. En el mundial, Whitbread jugó los 5 partidos de Estados Unidos, anotando un gol y ayudando a su selección a alcanzar los cuartos de final del torneo donde perdieron agónicamente contra Argentina.
Un año después fue llamado nuevamente para otra selección juvenil, esta vez la sub-23, para el torneo clasificatorio a los Juegos Olímpicos de 2004. Finalmente Estados Unidos no clasificaría al torneo final.
A la fecha, aún no ha debutado con la selección mayor, en gran parte debido a sus repetidas lesiones. La última vez que fue llamado a un campamento de la selección fue en enero de 2011, para los partidos amistosos contra Argentina y Paraguay, pero precisamente debido a una lesión no pudo participar de ninguno de los dos encuentros.

### Participaciones en Copas del Mundo
| Mundial                                 | Sede                   | Resultado   |
| --------------------------------------- | ---------------------- | ----------- |
| Copa Mundial de Fútbol Juvenil del 2003 | Emiratos Árabes Unidos | 4° de final |